# Long Grove (Iowa)
Pour les articles homonymes, voir Long Grove.
Long Grove est une ville du comté de Scott dans l'État de l'Iowa aux États-Unis.
Selon le Bureau du recensement des États-Unis, la ville couvre un total de 2,64 km2.